# Katja Mihurko
Katja Mihurko slovenska dramaturginja, literarna zgodovinarka in urednica, * 15. september 1972, Maribor.

## Življenjepis
Diplomirala je leta 1995 na AGRFT z diplomsko nalogo o Thomasu Bernhardu in 1997 na Filozofski fakulteti na Oddelku za primerjalno književnost Filozofske fakultete v Ljubljani z diplomo Slovenske dramatičarke od začetkov do druge svetovne vojne in na Oddelku za germanistiko Filozofske fakultete v Ljubljani z diplomo Moški liki v delih Elfriede Jelinek. Doktorirala je leta 2003 z disertacijo Proza in dramatika Zofke Kveder: reprezentacije ženskosti v bikulturnem prostoru moderne. Od 1997 do 2006 je bila zaposlena na Splošni in strokovni gimnaziji v Ljubljani, kjer je poučevala nemščino. Od leta 2007 je zaposlena kot raziskovalka na področju literarnih ved na Institutu za kulturne študije Univerze v Novi Gorici. Med letoma 2011 in 2015 je bila dekanica novogoriške Fakultete za humanistiko, kjer kot redna profesorica predava slovensko književnost od realizma do druge svetovne vojne in predmete s področja študij spolov. Leta 2016 je bila gostujoča profesorica na Univerzi na Dunaju.

## Delo
Ukvarja se z reprezentacijami ženskosti in moškosti na področju književnosti in literarne vede, objavlja članke o ženskem gibanju pred drugo svetovno vojno in uvaja v feministično literarno vedo pristope s področja digitalne humanistike. S prispevki s področja dramatike sodeluje v gledaliških listih, piše tudi recenzije. Je avtorica petih znanstvenih monografij in urednica Zbranega dela Zofke Kveder (doslej so izšle štiri knjige). Na Borštnikovem srečanju je bila leta 2007 nagrajena za izvirni esej z naslovom Jabolko si vrgel stran, nocoj boš žrl ananas z lupino in bodicami ali o ljubezni v dramskem opusu Gregorja Strniše. Uredila je knjigo Ljubka Šorli (1910–1993) : znanstvena monografija ob stoletnici pesničinega rojstva (Nova Gorica, 2010).
Leta 2008 je bila na Dnevih komedije predsednica strokovne žirije.
Od leta 2014 do leta 2016 je bila članica Komisije za ženske v znanosti.
Med letoma 2013 in 2016 je bila članica žirije za podelitev nagrade MIRA in leta 2016 predsednica žirije.
Leta 2013 je prejela nagrado Prometej znanosti za odličnost v komuniciranju.
Leta 2015 je prejela Zoisovo priznanje za znanstveno monografijo Zapisano z njenim peresom: prelomi zgodnjih slovenskih književnic s paradigmo nacionalne literature.

## Izbrana bibliografija
Monografije
- Drzno drugačna: Zofka Kveder in podobe ženskosti. Ljubljana: Delta, 2003. (COBISS)
- Labirinti ljubezni v slovenski književnosti od romantike do II. svetovne vojne. Ljubljana: Sophia, 2008. (COBISS)
- Evine hčere: konstruiranje ženskosti v slovenskem javnem diskurzi 1848-1902. Nova Gorica: Založba Univerze v Novi Gorici, 2009.
- Zapisano z njenim peresom: prelomi zgodnjih slovenskih književnic s paradigmo nacionalne literature. Nova Gorica: Založba Univerze v Novi Gorici, 2015.
- Literarna ustvarjalka v očeh druge_ga. Nova Gorica: Založba Univerze v Novi Gorici, 2016.

Gledališki listi
- Zarotnika Thomas Bernhard in Claus Peymann. Gledališki list Mestnega gledališča ljubljanskega (1994/95). 16–19. (COBISS)
- O Menottijevem svetu zrcalnih podob. Gledališki list SNG, Opera in balet (1995/96). 18. (COBISS)
- "Ves ta čas sem vas ljubil kot otroka ...": ali o infantilni ženskosti v Grumovem literarnem opusu. Gledališki list Slovenskega ljudskega gledališča Celje (2006/2007). 9–16. (COBISS)
- Marius von Mayenburg, Paraziti. Gledališki list Slovenskega ljudskega gledališča Celje (2006/2007). 5–10. (COBISS)
- Lolita vs. Lolita. Gledališki list Mestnega gledališča ljubljanskega (2007/2008). 21–29. (COBISS)
- Si moški ali si miš? Gledališki list Slovenskega ljudskega gledališča Celje (2008). 5–9. (COBISS)
- Drama žensk v španskih vaseh. Gledališki list Slovenskega ljudskega gledališča Celje (2008). 5–10. (COBISS)

Članki
- Smeh obupa v dolini Šentflorjanski. Celovški zvon 12/45 (1994). 62–71. (COBISS)
- Pripovedna besedila slovenskih pisateljic - sodobnic Zofke Kveder. Jezik in slovstvo 45/4 (1999/2000). 121–132.[mrtva povezava] (COBISS)
- Materinstvo kot umetnostni motiv in njegova upodobitev v povesti Samorastniki. Jezik in slovstvo 46/1–2 (2000/2001). 5–18. Arhivirano 2007-03-14 na Wayback Machine. (COBISS)
- Knjige slovenskih pisateljic pri založbi Belo-modra knjižnica. Jezik in slovstvo 49/1 (2004). 29–41. Arhivirano 2016-03-16 na Wayback Machine. (COBISS)
- Feministične literarnovedne raziskave - tukaj in zdaj. Jezik in slovstvo 50/3–4 (2005). 87–95. (COBISS)
- Vloga Karle Bulovec v umetniškem ustvarjanju Ivana Mraka. Jezik in slovstvo 52/1 (2007). 45–53. (COBISS)
- Nation and gender in the writings of Slovene women writers: 1848-1918. Aspasia 2 (2008). 28–43. (COBISS)
- Upodobitve jedi in jedcev v slovenskem leposlovju. Jezik in slovstvo 53/2 (2008). 21–32. (COBISS)

Učbenik
- Dramatika na maturi 2008. Nova Gorica: Založba Univerze v Novi Gorici, 2008. (COBISS)